# حنييري الثانية (ملاثاني)
حنییري الثانية (بالفارسية: حنیری دو) هي منطقة سكنية تقع في إيران في قسم ملاثاني الريفي. يقدر عدد سكانها بـ 71 نسمة بحسب إحصاء 2016.